# IC 2177

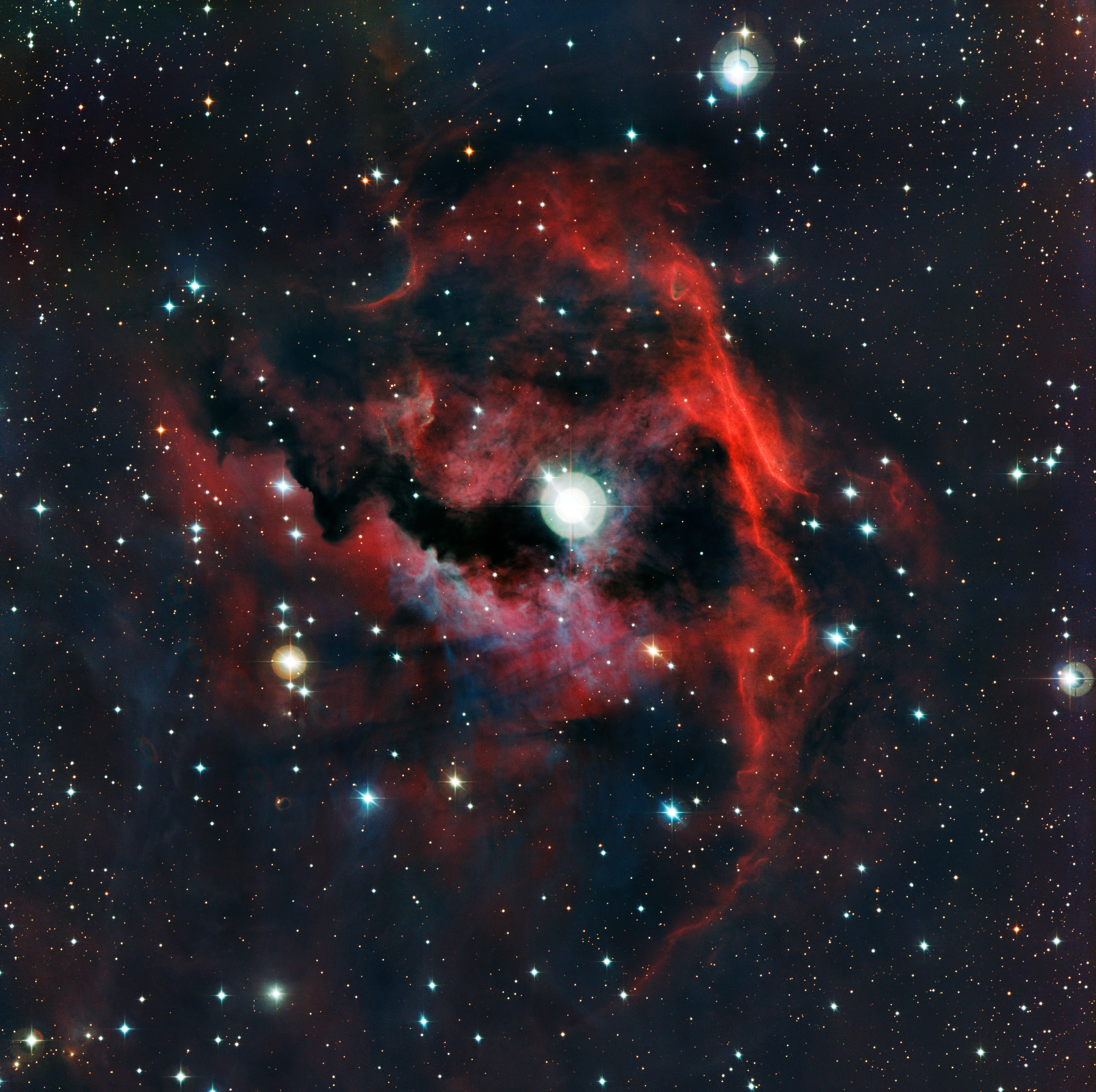
MPG/ESO望遠鏡による画像

IC2177は、いっかくじゅう座とおおいぬ座の境界、天の川のほぼ中央にある散光星雲である。翼を広げた鳥の姿に見えることから、日本ではワシ星雲（わし星雲）、英語ではSeagull（かもめ）nebulaの愛称がある。なお、鳥の頭部にあたる部分の星雲にはNGC 2327という別のカタログの番号が設定されている。
HII領域であるため、肉眼での観測は難しいがHβフィルターなどを使用すると観測できる場合がある。天体写真に写すのは比較的容易である。